# آلن هملین
آلن هملین (انگلیسی: Alan Hamlyn؛ زادهٔ ۵ ژانویهٔ ۱۹۴۷) بازیکن فوتبال اهل ایالات متحده آمریکا است.
وی همچنین برندهٔ جوایزی همچون پرپل هارت و نشان ستاره برنزی شده‌است.
از باشگاه‌هایی که در آن بازی کرده‌است می‌توان به باشگاه فوتبال کوبهام اشاره کرد.
وی همچنین در تیم ملی فوتبال ایالات متحده آمریکا بازی کرده‌است.